# Juan de Alcobaza
Juan de Alcobaça (ca. 1518 - † Cuzco, después de 1568) fue un militar extremeño. Participó en la Conquista del Perú y se estableció en el Cuzco, donde fue ayo del Inca Garcilaso de la Vega.

## Biografía
Estaba en Lima en 1536, cuando a fines del mismo año se incorporó a la expedición del capitán Alonso de Alvarado quien con sus hombres se desplazó hacia el valle del Mantaro, cayendo derrotado por las tropas de Diego de Almagro el Mozo en la batalla del Puente de Abancay. Rendido y preso, marchó al Cuzco pasando inmediatamente a servir como soldado del capitán Rodrigo Orgóñez en las batidas que efectuó contra Manco Inca, y luego estuvo sucesivamente bajo las órdenes de los capitanes Pedro de los Ríos, Gómez de Tordoya y Pedro Álvarez Holguín con quien participó en la batalla de Chupas.
Radicado definitivamente en el Cuzco, quedó al servicio del capitán Sebastián Garcilaso de la Vega, colaborando en la crianza y enseñanza de las primeras letras del hijo mestizo de éste, el futuro Inca Garcilaso. Uno de sus hijos fue el presbítero mestizo Diego de Alcobaza.